# Fondsenwerving
Fondsenwerving is het geheel van activiteiten dat een niet-gouvernementele organisatie (of andere organisatie zonder winstoogmerk) onderneemt om het benodigde geld te verkrijgen voor haar activiteiten.
De fondsen die worden verworven kunnen bijvoorbeeld bestaan uit kleine donaties van particulieren, inkomsten uit loterijen, subsidies van overheden of particuliere organisaties, of inkomsten uit bedrijfsmatige nevenactiviteiten.
Zichtbare uitingen van fondsenwerving zijn bijvoorbeeld inzamelingen, publiekscampagnes in massamedia, of het aanspreken van publiek op straat. Minder zichtbare fondsenwerving is het aanvragen van subsidies bij overheden, instellingen of loterijen.